# Triquéra
“Triquéra” (francés) - el nombre filatélico de la primera estampilla de Nueva Caledonia emitido en 1860 ().

## Descripción
Valor facial de 10 céntimos. Sello negro grisáceo, indentado y engomado, con el perfil del emperador de Francia, Napoleón III, en el centro.

## Historia
En 1859 la autoridad de la isla toma la decisión que la correspondencia interna debe franquearse; sin embargo, debido a la ausencia de sellos postales para esta colonia decide emitir sus propios sellos. La producción de estampilla fue encargada al sargento Louis Triquéra, grabador en la vida civil. Usando como motivo de la imagen de emperador Napoleón III de 1853, con pocos recursos el sargento preparó en la piedra litográfica 50 clichés para estampillas. Grabó cada cliché separadamente; por ende todas las estampillas difieren y se podría decir que existen 50 variedades. La única imprenta de periódicos de la isla se empleó para la impresión de los sellos postales. Las estampillas se imprimieron con tinta negra de imprenta.
El 1 de enero de 1860 en la oficina postal de Port-de-France (ahora Numea) entraron 30 pliegos con la primera estampilla - solo 1500 piezas. La corta distancia entre sellos creaba una dificultad en el corte, prefiriéndose vender el pliego completo. De este modo se conservan varios pliegos. Estos sellos se emitieron sin un permiso central de París.